# Jornada Mundial de la Juventud 2005
La XX Jornada Mundial de la Juventud Colonia 2005 (XX Weltjugendtag Köln 2005 en alemán) se realizó en la ciudad de Colonia, ubicada en el estado de Renania del Norte-Westfalia, en Alemania.
Este Festival de la Juventud de la Iglesia católica se realizó entre el 16 de agosto y el 21 de agosto del año 2005, siendo presidido por S.S. Benedicto XVI, el cual realizó su primer viaje internacional durante su pontificado. El título de este evento es "Hemos venido a adorarle", correspondiente a Mt 2:2.
Se estima que participaron aproximadamente 1 100 000 personas de 200 naciones. Además, la Jornada contó con la presencia de más de 600 obispos y cardenales, y de más de 6600 periodistas. En palabras del escritor Peter Seewald, fue:

[...] la más grande y más bonita manifestación de fe cristiana que haya tenido lugar en Alemania.

## Visita Apostólica de Benedicto XVI

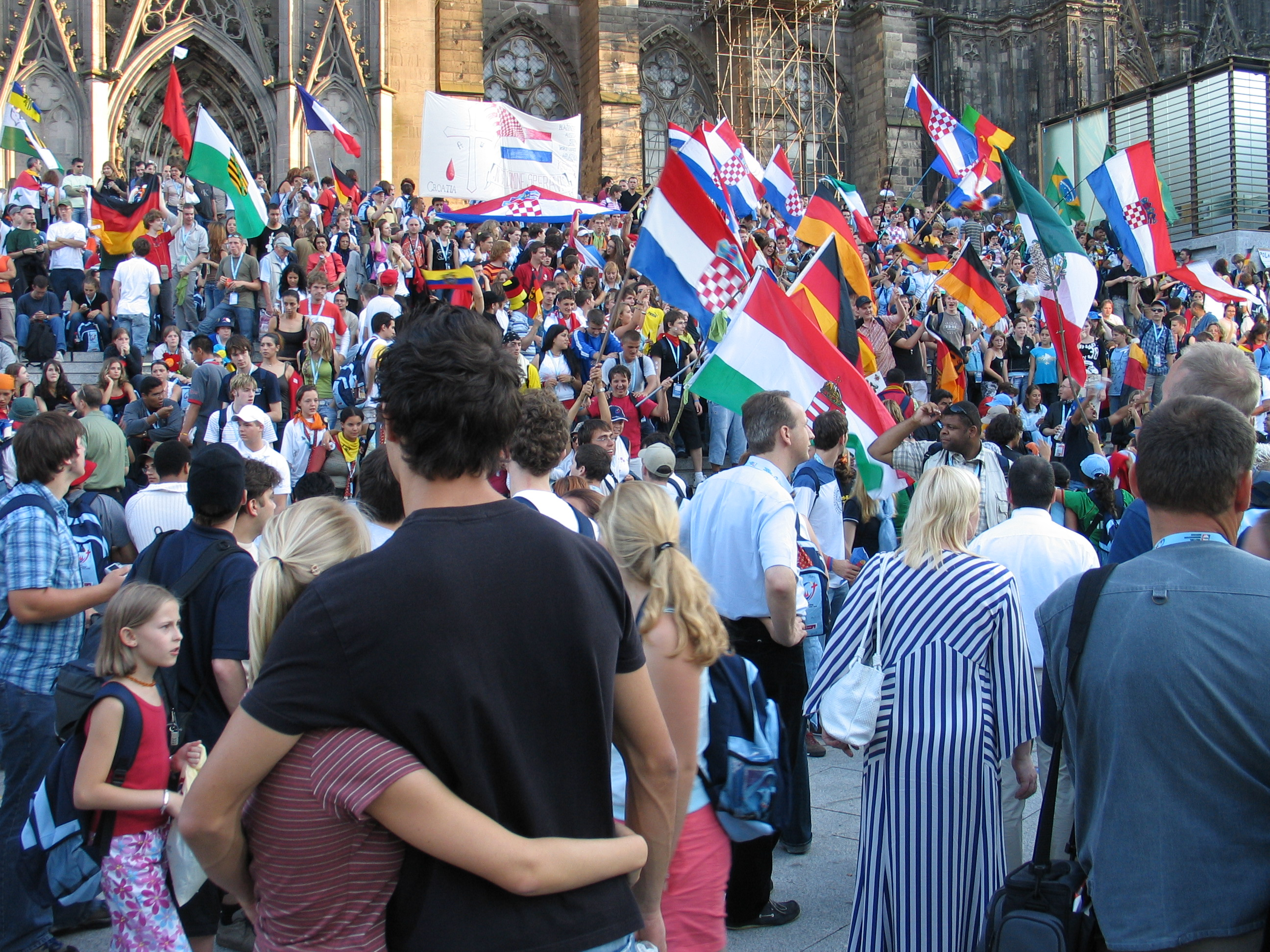
Jóvenes portando banderas enfrente de la catedral el 17 de agosto de 2005, en el marco de la Jornada Mundial de la Juventud realizada en Colonia.

Fue la primera visita Apostólica realizada por el Papa Benedicto XVI con motivo de la celebración de la XX Jornada Mundial de la Juventud. Este viaje se cumplió del 18 al 21 de agosto de 2005, a tan solo 4 meses de su elección como sucesor de Juan Pablo II.

### 18 de agosto: llegada, fiesta con los jóvenes y recuerdos de Alemania
Fue Juan Pablo II quien convocó esta Jornada Mundial de la Juventud pero le correspondió a su sucesor presidirla. Benedicto XVI llegó al Aeropuerto Internacional de Colonia/Bonn el 18 de agosto donde dirigió un saludo destacando como hecho significativo el que su primer viaje fuera de Italia como Pontífice se realizara a su patria natal.
Destacó la continuidad como Pastor de la Iglesia Universal recordando al recién fallecido Juan Pablo II. En aquella ocasión, el Papa fue recibido por el presidente de la República Federal Alemana Horst Köhler, los Cardenales Joachim Meisner y Karl Lehmann así como otras autoridades civiles y eclesiásticas. El sumo pontífice expresó su satisfacción por el encuentro festivo y de fe con los jóvenes:

En el curso de esta Jornada mundial de la juventud reflexionaremos juntos sobre el tema: "Hemos venido a adorarlo" (Mt 2, 2). No se puede desaprovechar esta oportunidad para profundizar en el sentido de la existencia humana como "peregrinación" realizada, como camino recorrido con la guía de la "estrella" en busca de Dios. Nos fijaremos juntos en los Magos, los cuales nunca se imaginaron que un día serían peregrinos incluso después de su muerte, que sus reliquias serían llevadas en peregrinación a Colonia.
Benedicto XVI

Ese mismo día, el Papa fue también recibido por los jóvenes en el muelle de Poller Rheinswiesen en una fiesta con la que les invitó a continuar gozosos, a ejemplo de los Reyes Magos, en la búsqueda del Señor. Fue precisamente el tema elegido para la JMJ por Juan Pablo II: “Hemos visto su estrella y venimos a adorarle”.
En la tarde, Benedicto XVI tuvo un encuentro más emotivo en la Catedral de Colonia al recordar sus primeros años de servicio a la Iglesia en Alemania y asegurando su amistad con tantas personas que conocía.

### 19 de agosto: judíos, seminaristas y ecumenismo

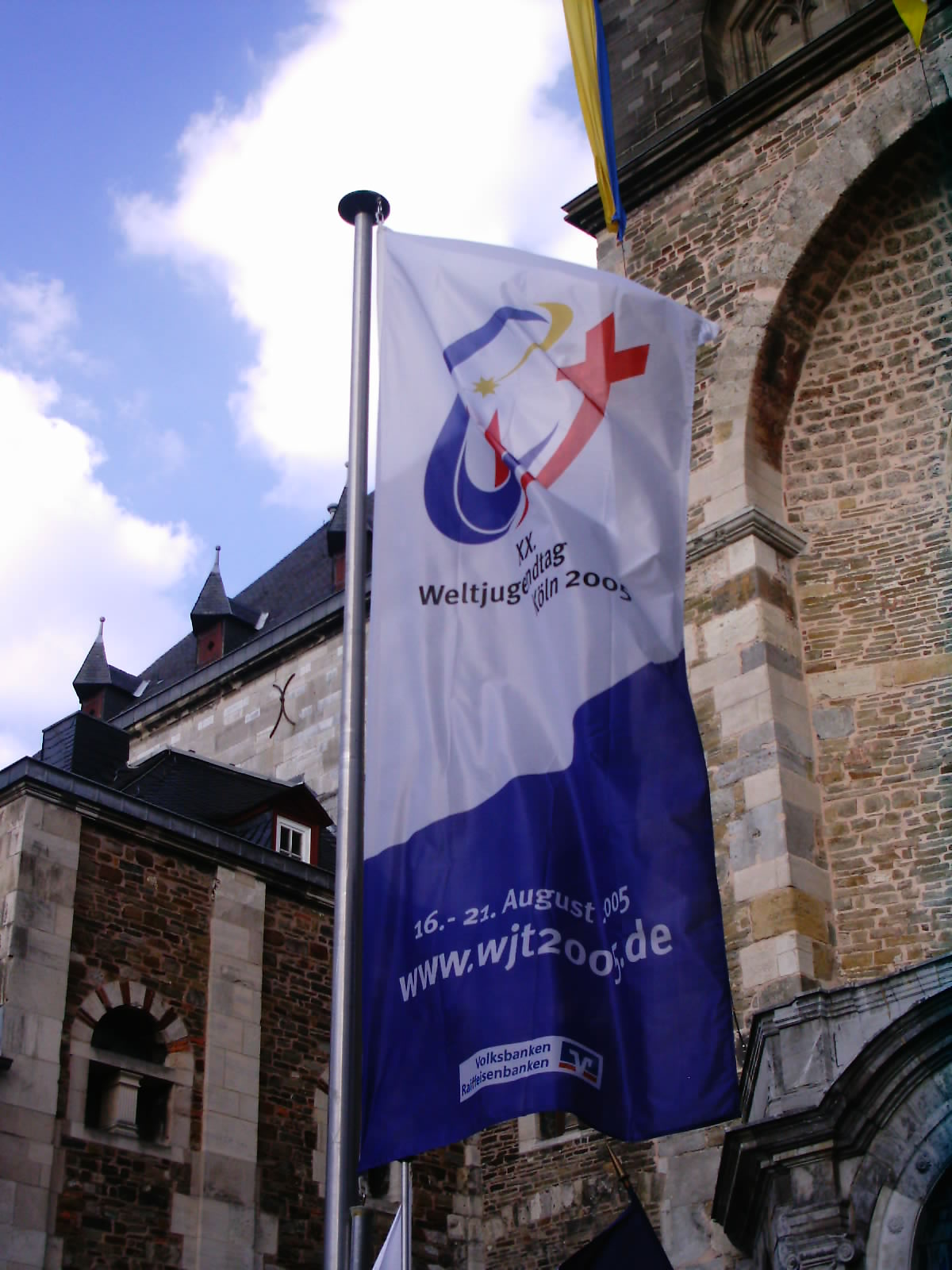
Logo de la JMJ de Colonia.

Al día siguiente, por primera vez desde que fue elegido papa, Benedicto XVI visitó  una sinagoga en Colonia queriendo mostrar así su deseo de continuar las buenas relaciones de diálogo entre cristianos y judíos impulsadas por su predecesor. Recordó la tragedia de los campos de concentración nazis pero como signo de esperanza señaló el 40.º aniversario de la Declaración Nostra Aetate del Concilio Vaticano II.
Benedicto XVI tuvo también un importante encuentro con los seminaristas en la Iglesia de San Pantaleón, resaltando la dimensión vocacional como un objetivo adicional de la Jornada Mundial de la Juventud. Les invitó a que descubrieran la belleza del llamado vocacional que es un “misterio que afecta toda la vida”. Destacó que la etapa del seminario es privilegiada para dedicarla al discernimiento y la formación. Tomando el ejemplo de los Reyes Magos les invitó a “entrar en la casa de Dios” y dedicarse a momentos de oración y contemplación frente a él. Al referirse al regreso de los Magos a sus tierras señaló la misión de ser alter Christi, es decir, «otros Cristos» a la hora de ejercer su ministerio sacerdotal.
Las Vísperas llegaron a durar más de lo previsto lo que significó un retraso en el inicio del Encuentro Ecuménico previsto para las horas de la tarde. Ante representantes de otras Iglesias y comunidades cristianas presentes en Alemania, el Papa Benedicto XVI resaltó como una clave para el avance ecuménico el redescubrimiento de la fraternidad a partir del único bautismo y la fe en Jesucristo. Al destacar los avances que se han tenido, en particular con las visitas de su predecesor Juan Pablo II y de la Declaración común sobre la doctrina de la justificación, también recordó que la unidad es un don que debe pedirse a Dios y que se debía tener paciencia y realismo frente a esta tarea de los teólogos.

## Enlaces externos

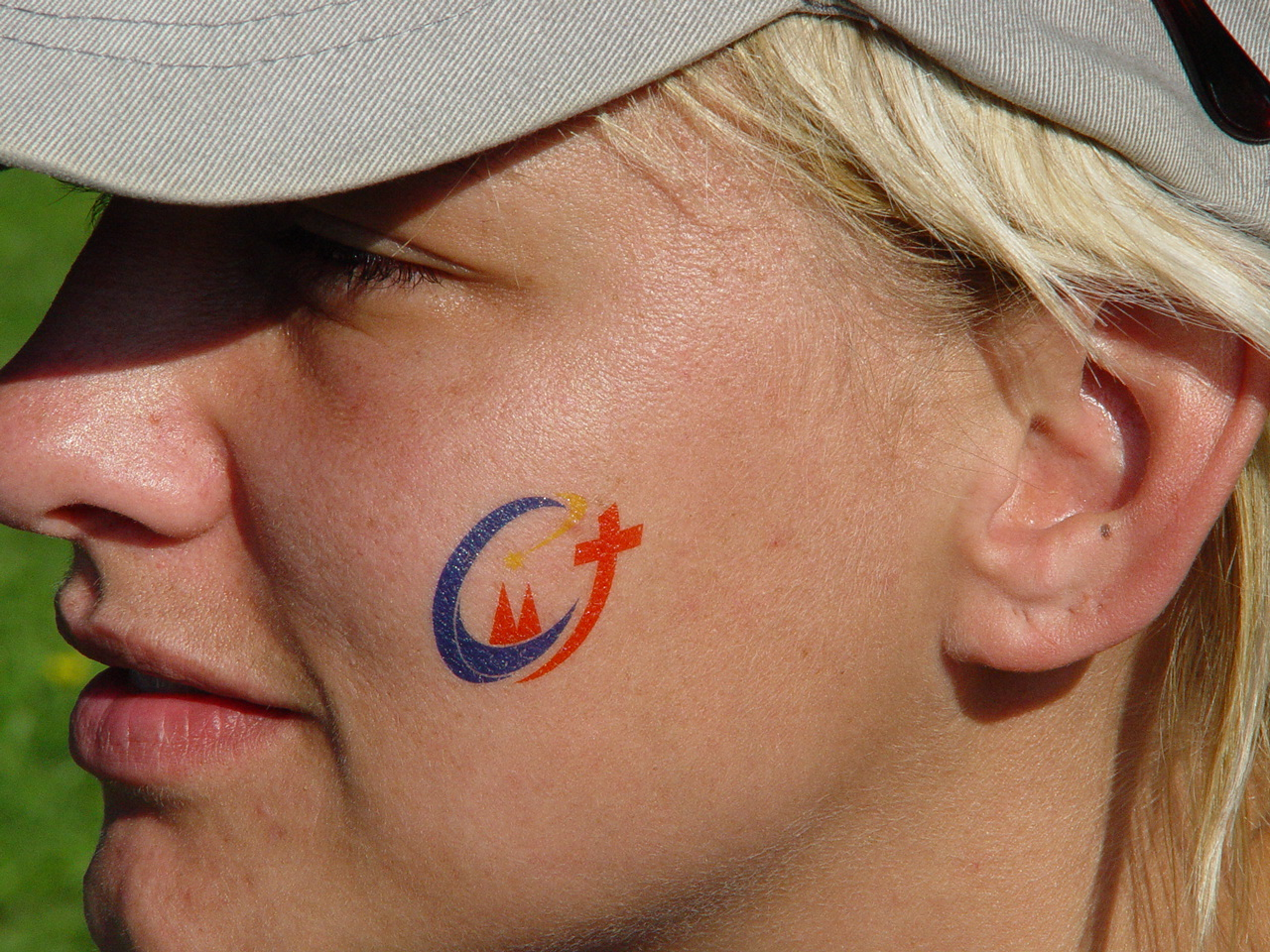
Participante con el logo del evento pintado en su rostro.